# 1000 Piazzia
Piazzia (asteroide 1000) é um asteroide da cintura principal com um diâmetro de 47,78 quilómetros, a 2,3665536 UA. Possui uma excentricidade de 0,2548524 e um período orbital de 2 067,29 dias (5,66 anos).
1000 Piazzia tem uma velocidade orbital média de 16,71305103 km/s e uma inclinação de 20,55476º.
Este asteroide foi descoberto em 12 de agosto de 1923 por Karl Reinmuth.
O seu nome é uma homenagem ao astrônomo italiano Giuseppe Piazzi.